# Cucina cantonese

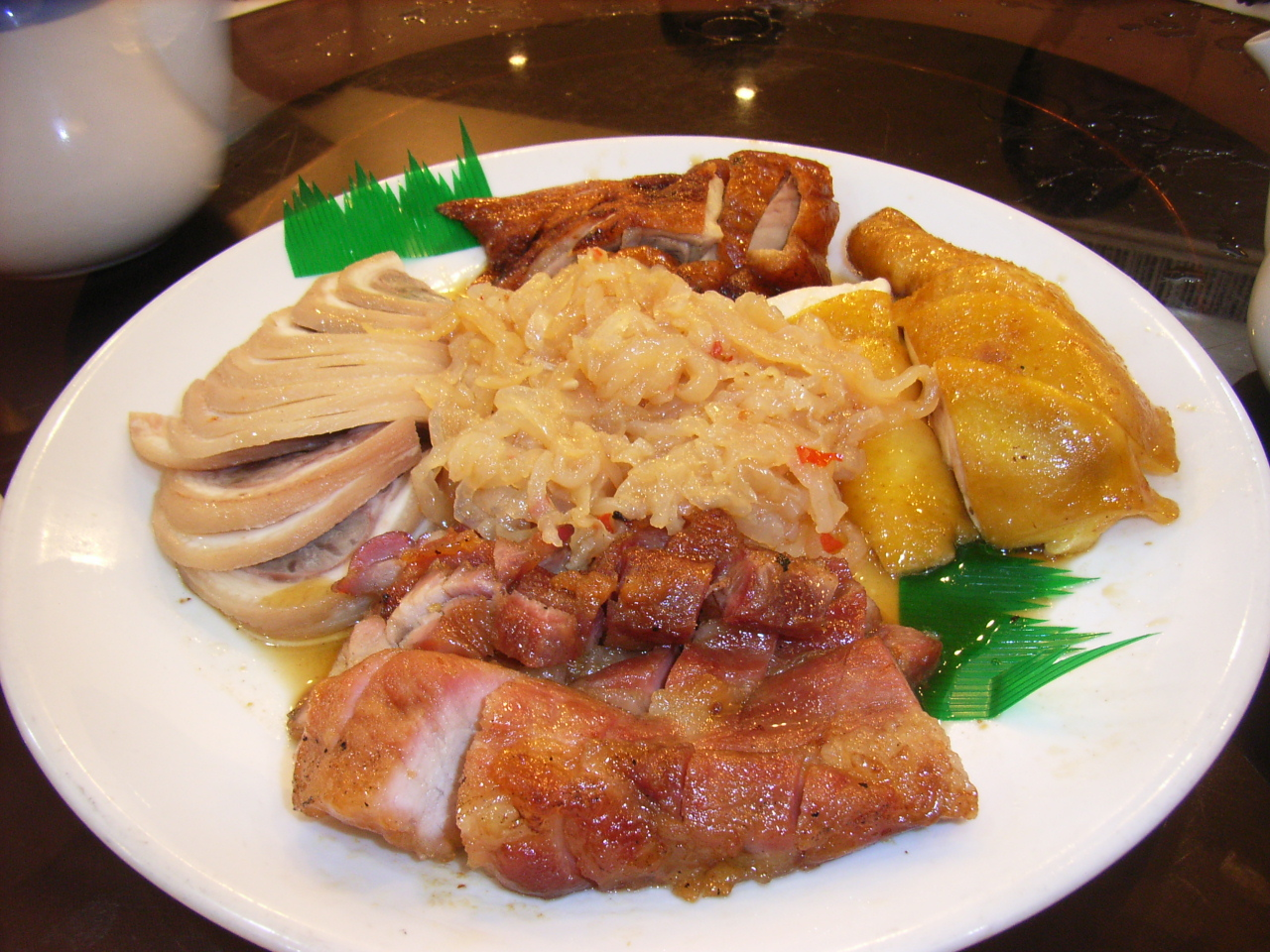
Siu mei

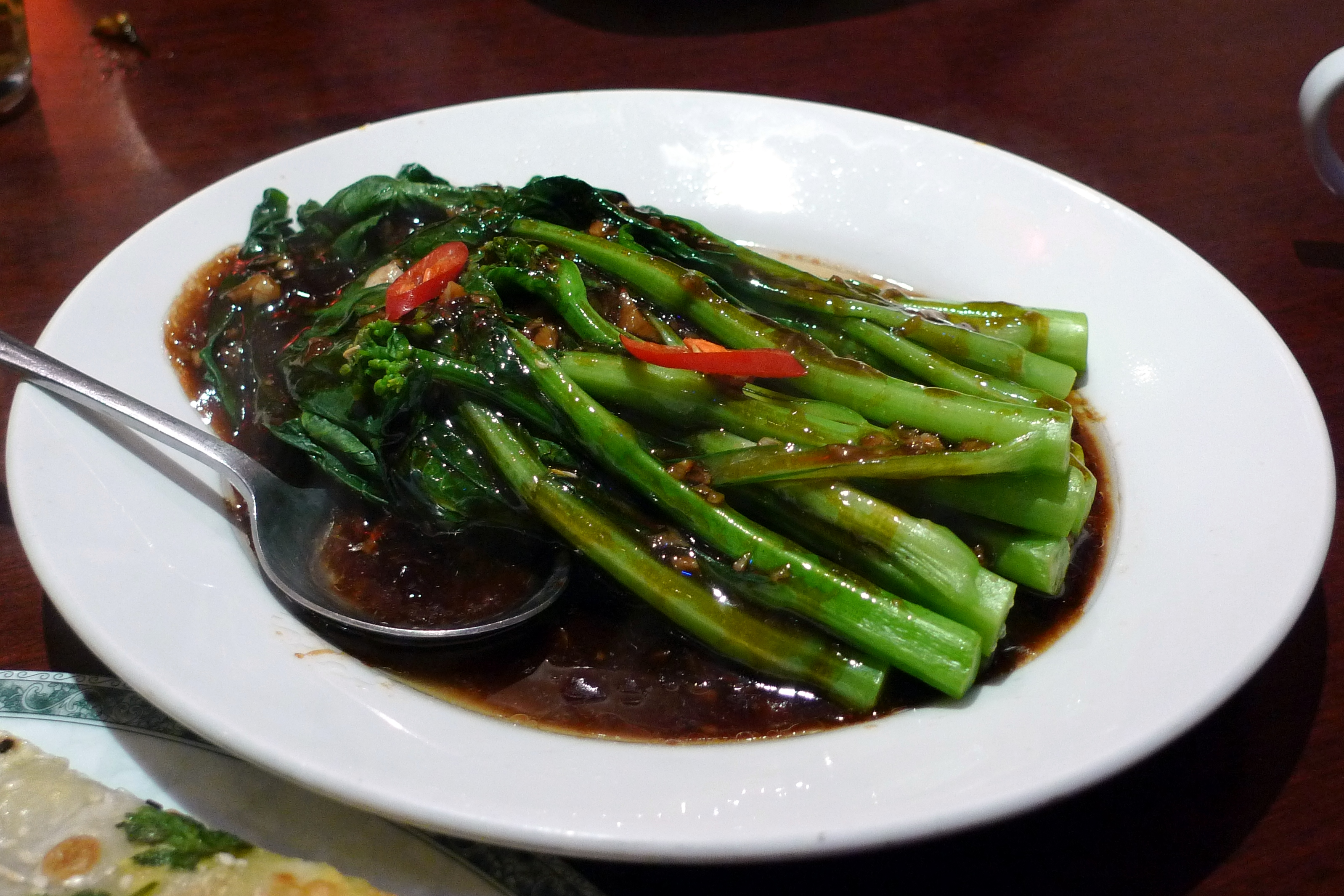
Choy sum

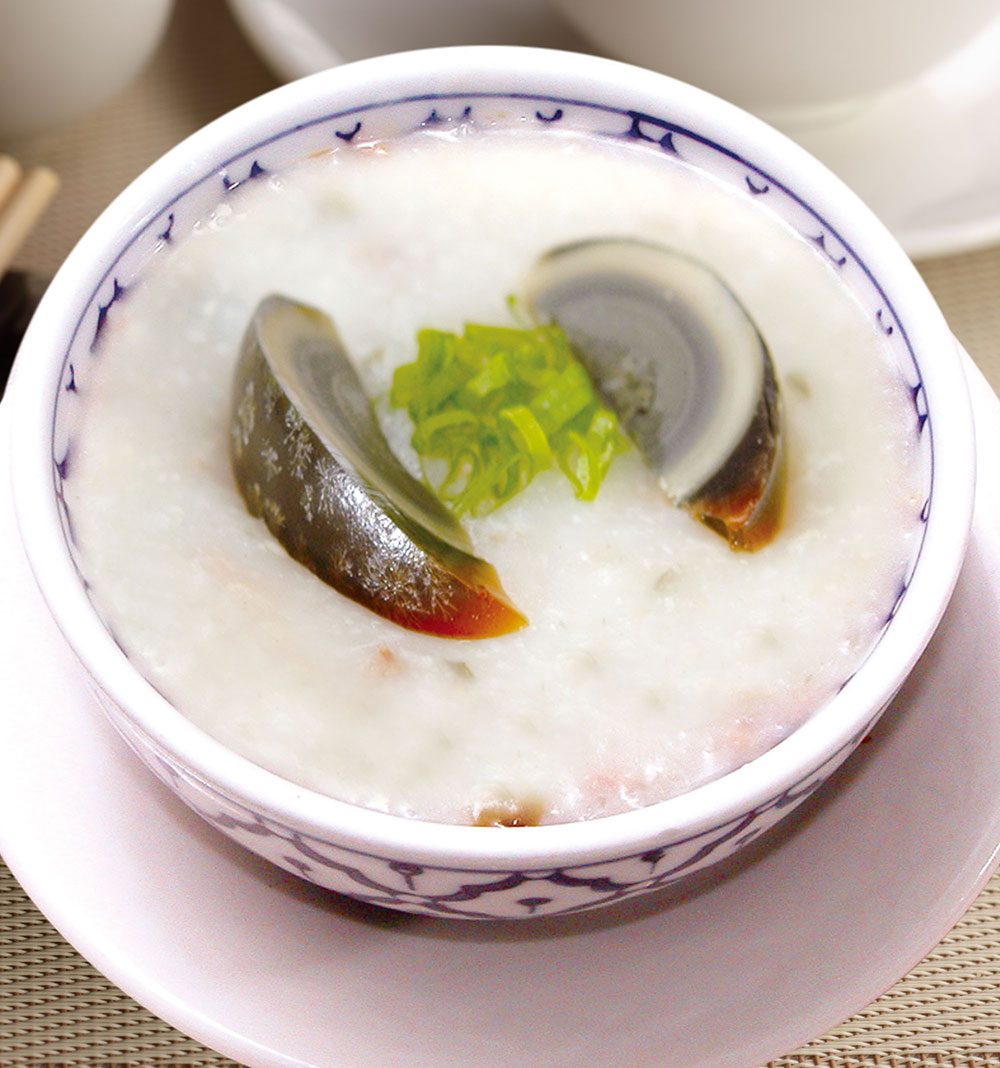
Congee

La cucina cantonese nasce nella provincia cinese del Guangdong ed è una delle otto cucine tradizionali della cucina cinese.
Gli scritti di Qu Dajun della dinastia Qing riferiscono che "il Guangdong ha quasi tutte le risorse alimentari della Cina, mentre tutte le risorse alimentari del Guangdong potrebbero non essere disponibili in altri luoghi della Cina". Ciò conferma la straordinaria ricchezza degli ingredienti della cucina cantonese.
La tendenza dei cantonesi a emigrare altrove ha reso la loro cucina popolare in tutto il mondo. In Italia, Perù, Stati Uniti e Canada il cibo cinese si ispira alla cucina cantonese, anche se spesso disattende gli standard di freschezza e di qualità degli ingredienti impiegati tradizionalmente nel Guangdong. Ciò nonostante, nelle principali città del mondo sono sorti diversi ristoranti gourmet che servono piatti cantonesi attenendosi alle ricette originali.

## Caratteristiche
Data l'abbondante piovosità del Guangdong, la cucina cantonese fa affidamento su ingredienti provenienti dalle zone montuose e marittime e fa uso di una ricca varietà di verdure fresche in ogni stagione. I principali metodi di cottura sono la frittura in padella e la cottura a vapore. Vengono impiegate svariate salse, come salsa agrodolce, salsa di ostriche, salsa di soia, salsa di prugne in salamoia bianca, salsa di mirtilli, salsa barbecue e salsa di pesce. I sapori risultano delicati, freschi e tendenti al dolce.
Nella tradizione culinaria cantonese si possono individuare tre scuole: la cucina di Canton, la cucina di Chaozhou (cucina teochew) e la cucina del fiume Dong (cucina hakka).
La prima, la più rappresentativa della provincia, è caratterizzata da vari piatti di selvaggina con ingredienti freschi e dal sapore aromatico e dolce. Secondo un detto cinese, "gli abitanti di Canton mangiano tutto ciò che ha quattro gambe tranne i tavoli e tutto ciò che vola tranne gli aerei". Inoltre, la scuola di Canton attribuisce grande importanza ai tempi di cottura e impiega svariati metodi di preparazione. Gli ingredienti vengono accuratamente selezionati.
La cucina di Chaozhou è focalizzata sulla preparazione delle salse, che condiscono soprattutto pesce e verdure, mentre la cucina hakka è fondata sul consumo di carne, fa un maggiore uso di salse, olio e sale e predilige soprattutto la cottura in casseruola.
In generale, la cucina cantonese attribuisce grande importanza alle zuppe, al tè e al dim sum.

## Piatti
Una delle specialità della cucina cantonese è il barbecue (siu mei), durante il quale la carne viene salata e arrostita. I tipi di carne sono molti, come maiale, oca, anatra, piccione, costolette, pollo ecc. Molto popolare nei ristoranti d'asporto di Canton, il barbecue cantonese si differenzia da quello della Cina settentrionale, dove la carne viene appesa al fuoco e ivi lasciata sino alla cottura completa. A Canton si preferisce dapprima riscaldare la stufa e poi poggiare la carne su di essa per cuocerla. L'arrosto cantonese non viene mai preparato in casa, poiché solo i ristoranti possiedono i forni appositi.
Uno dei pasti più popolari della cucina cantonese è il dim sum, una serie di svariate portate di piccole dimensioni servite in cestelli di bambù per la cottura a vapore. Poiché i piatti accompagnano il tè, il dim sum è anche noto come yum cha ("bere il tè"). Alcuni piatti tipicamente serviti in questa occasione sono baozi, riso, jiaozi e involtini di spaghetti di riso. A Canton e a Hong Kong i ristoranti di dim sum sono delle vere istituzioni, dove il clienti discutono di affari, leggono il giornale e socializzano tra loro.
- Carré di maiale con legumi fermentati
- Choy sum in salsa di ostriche
- Congee, porridge d'avena con carne magra di maiale e uovo centenario
- Uova al vapore
- Gambe di rana al vapore su foglia di loto
- Petto di manzo stufato
- Chow mein, pasta fritta al salto
- Lao po bing
- Maialino da latte arrosto[2]
- Stufato di zampe di maiale e zenzero (豬腳薑S, zhū jiǎo jiāngP) del distretto di Baiyun[2]

### Salse
- Douchi
- Salsa Char siu
- Pasta Chu hau
- Salsa hoisin
- Salsa di ostriche
- Salsa di prugna
- Aceto rosso
- Pasta di gamberi

## Le origini del riso alla cantonese
Il riso alla cantonese non nasce nel Guangdong, ma è un riso fritto al salto in realtà tipico della città di Yangzhou, nella provincia cinese dello Jiangsu, che è uno dei più antichi centri della cucina cinese ed è rinomata per la sua cucina detta Huaiyang. Il suo vero nome è riso fritto Yangzhou, è il più popolare tra i risi fritti cinesi e si trova nei menù di quasi tutti i ristoranti cantonesi all'estero. I ristoranti cinesi più diffusi nel mondo sono quelli cantonesi e la maggior parte di essi serve il riso fritto Yangzhou, che compare però nel menù come riso alla cantonese.